# Rudi García
Rudi García (nascut el 20 de febrer de 1964) és un exfutbolista i actualment entrenador de futbol.

## Palmarès

### Com a entrenador
Lille OSC
- 1 Lliga francesa: 2010-11.
- 1 Copa francesa: 2010-11.